# 米利亞奇
51°40′38″N 26°44′43″E / 51.67722°N 26.74528°E
米利亞奇（烏克蘭語：Миляч），是烏克蘭西北部的村莊，隸屬里夫內州的薩爾內區米利亞奇市鎮。該村始建於1648年，面積1.42平方公里，海拔高度139米，2011年人口1080。